# Borrelistas
Los borrelistas era un movimiento religioso cuyo jefe era Adon Borell, holandés, que tenía algún conocimiento de las lenguas hebrea, griega y latina. 
Stoupp, en su tratado de la religión de los holandeses, habla de una secta de este nombre. Dice este autor, siguen en general las opiniones de los mennonitas, aunque no concurren a sus juntas. Su vida es muy austera, emplean una parte de sus bienes en hacer limosnas. Tienen aversión a todas las iglesias, al uso de los sacramentos, a las oraciones públicas y a todas las demás funciones exteriores del servicio do Dios. Dicen que todas las Iglesias que existen en el mundo han egenerado de la doctrina pura de los apóstoles, porque han permitido que la palabra de Dios fuese explicada y corrompida por doctores que no son infalibles y que quieren hacer pasar por inspirados sus catecismos, sus confesiones de fe, sus liturgias y sermones, que son obra de los hombres. Los borrelistas pretenden que solo debe leerse la palabra de Dios sin añadirle ninguna explicación de los hombres.